# Begerith
Begerith — российская блэк-дэт-метал-группа, образованная в 2003 году во Владивостоке. В первые годы своего существования, группа была известна под названием Hagalar. С 2016 года основной состав группы стал базироваться в Москве. За всё время, группа записала два полноформатных альбома и один EP.

## История
Музыкальный коллектив Begerith был основан в 2003 году действующим фронтменом группы Алексеем Бушуевым. В 2009 году группа выпускает свой первый EP Dreamactor. Запись следующего полноформатного альбома My Way to the Star… проходила в Польше на студии Hertz, известная работой с такими группами, как Behemoth, Vader, Decapitated и Vesania. После выпуска альбома в 2013 году, группа активно даёт концерты по России с такими группами, как Marduk, Vader, Napalm Death, Behemoth, Аркона и Kataklysm.
В 2015 году начинается запись второго полноформатного альбома A.D.A.M. На период с 2015 по 2016, группа переезжает в Польшу. Запись инструментов, сведение и мастеринг проходили на студии Hertz в Польше. Запись вокала проходила на собственной студии Begerith во Владивостоке. Для записи альбома были задействованы приглашённые музыканты: польский музыкант Michał Staczkun, известный своей работой с Hate, Николай Кислов (орган, синтезатор). Дизайн альбома был выполнен Денисом «Форкас» Костромитиным, который работал с таким коллективом, как Behemoth. Альбом был выпущен на итальянском лейбле Minotauro Records в 2017 году. В поддержку альбома группа отыграла мини-тур в Германии. После выхода альбома, менеджер группы Сергей Сейтимбетов, дал интервью для таких журналов, как Legacy Magazine (Германия) и Metal Hammer.

## Текущий состав
- Алексей Бушуев — гитара, вокал (2003 — наше время)
- Егор Меньшиков — бас (2007 — наше время)
- Егор Павлов — гитара (2016 — наше время)
- Евгений Мазур — ударные (2017 — наше время)

## Дискография
- 2009 — Dreamactor (мини-альбом)
- 2013 — My Way to the Star… (Irond Records)[6]
- 2017 — A.D.A.M. (Minotauro Records)